# Pro Recco
Pro Recco ist eine italienische Wasserballmannschaft in der ligurischen Stadt Recco. Sie wurde 1913 gegründet und zählt heute zu den erfolgreichsten Mannschaften auf nationaler und europäischer Ebene.
Die Mannschaft spielt seit 1954 in der ersten Liga und hat seit ihrer Gründung 30 Meistertitel (den ersten 1959, den jüngsten 2015), zehn LEN Euroligapokale, vier LEN Supercups, elf italienische Pokaltitel und einmal die Adria-Liga gewonnen. Außerdem ist Pro Recco die einzige italienische Mannschaft, die den Grande Slam gewonnen hat.
Die Farben der Wasserballmannschaft sind Weiß und Hellblau. Das Symbol ist der Turm.
In der Mannschaft hat für einen längeren Zeitraum der international bekannte Spieler Eraldo Pizzo, auch der Kaiman genannt, gespielt.